# يوبيل ماسي

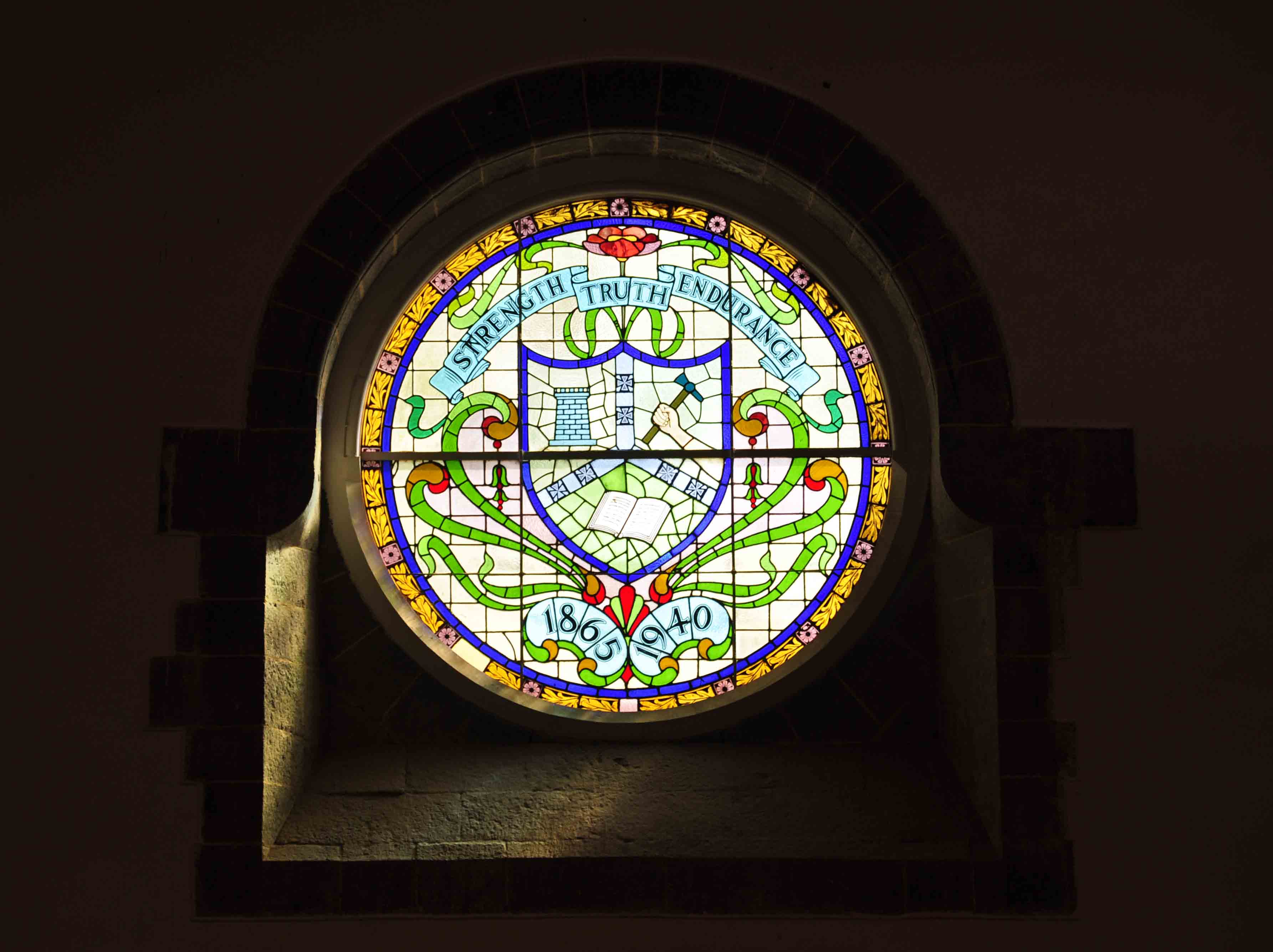

اليوبيل الماسي هو احتفال يقام احتفاء بالذكرى الستين على مرور حدث معين في بريطانيا، أما في الولايات المتحدة الأمريكية فيتم الاحتفال على مرور خمسة وسبعين عاما على حدث معين.